# Juncus bryophilus
Juncus bryophilus är en tågväxtart som beskrevs av William Wright Smith. Juncus bryophilus ingår i släktet tåg, och familjen tågväxter. Inga underarter finns listade i Catalogue of Life.